# Orella
|  | No s'ha de confondre amb Pavelló auditiu o Sistema auditiu. |

L'orella és l'òrgan dels animals que permet detectar les vibracions produïdes en el medi, tant si aquest és fluid com sòlid. Allò que pertany a l'orella és òtic. Allò que és dins o s'origina dins l'orella es diu que és entòtic, especialment si es refereix als sorolls produïts dins l'aparell auditiu.
L'orella conforma els òrgans d'equilibri (sistema vestibular) i de l'audició (sistema auditiu, concretament el sistema auditiu perifèric que es complementa amb el Sistema auditiu central)
És un òrgan que és molt desenvolupat principalment en els mamífers inferiors terrestres i aquàtics, com és el cas dels felins i els grans cetacis en els quals, gràcies a llur evolució fisiològica i anatòmica, s'han desenvolupat receptors mecànics especialitzats en el sentit de l'equilibri i l'oïda. En el cas de l'ésser humà aquesta evolució no és pas tan desenvolupada.
L'estudi histològic i anatòmic de l'orella en delimita tres parts: orella externa, orella mitjana i orella interna.

## La confusió orella-oïda
Degut a una interferència de l'espanyol sobre el català hi ha catalanoparlants que confonen els significats dels mots oïda i orella, fent-los equivalents als espanyols oído i oreja. En català oïda es refereix només al sentit i orella a tot l'aparell auditiu, des de l'orella externa a la interna, passant per la mitjana.

## Perspectiva evolutiva
La forma més simple, que ja apareix en les meduses, consta d'una bufeta tancada, plena d'un líquid on neden unes concrecions calcàries anomenades otòlits i envoltada de cèl·lules sensorials connectades amb nervis. Aquesta estructura, anomenada estatocist, és present en quasi tots els invertebrats aquàtics en nombre i situació diversos.
En els insectes apareixen òrgans timpànics, formats per unes cavitats, situades a l'abdomen o a les potes de l'animal, que limiten amb l'exterior mitjançant una membrana flexible i que són envoltades de cèl·lules sensorials. Així com els estatocists funcionen per la descàrrega nerviosa que es produeix quan l'otòlit toca les cèl·lules sensorials, els òrgans timpànics funcionen quan les cèl·lules sensorials se sensibilitzen per les variacions internes produïdes a l'interior de la cavitat quan la membrana flexible és pressionada per ones sonores.
En els ciclòstoms, peixos i amfibis urodels, l'orella és interna i consta bàsicament d'un parell d'estatocists modificats en dues cavitats: l'utricle i el sàcul. A l'utricle desemboquen els canals semicirculars, que són òrgans de l'equilibri, i al sàcul un replegament en espiral, la còclea, on ja apareix un òrgan de Corti, amb una munió de petites fibres que comuniquen amb el nervi coclear. Aquestes estructures són envoltades per càpsules cartilaginoses.
En els amfibis anurs apareix l'orella mitjana, formada per una cavitat que comunica amb l'orella interna per les membranes ovals i rodona, amb l'exterior per la membrana del timpà i amb la faringe per la trompa d'Eustaqui. A més, hi ha un os en espiral, la columel·la, que hom creu que és homòleg als ossicles de l'orella mitjana dels vertebrats superiors.
En els rèptils, llevat dels ofidis, l'orella és quasi idèntica a la dels amfibis anurs, i en els ofidis manca l'orella mitjana. En els ocells, l'orella és pràcticament igual a la dels mamífers, i hi apareixen ja un curt conducte auditiu extern i una cadena d'ossets en l'orella mitjana. A diferència dels mamífers, la còclea dels ocells no té forma d'espiral.

## Estructura de l'orella humana

Anatomia de l'orella humana:
1: Orella externa: 2: Pavelló auricular, 3: Conducte auditiu extern, 4: Timpà.
5: Orella mitjana: 4: Timpà, 6: Ossicles: 7: Martell, 8: Enclusa, 9: Estrep. 10: Caixa timpànica.
13: Orella interna: 14: Laberint: 15: Conducte semicircular, 16: Vestíbul: 17: Finestra oval, 18: Finestra rodona. 19: Còclea.
20: Nervi vestibular, 21: Nervi coclear, 22: Conducte auditiu intern.
Altres: 11: Os temporal, 12: Trompa d'Eustaqui, 23: Nervi auditiu.

### Orella externa
És la part exterior de l'orella.
Es compon de:

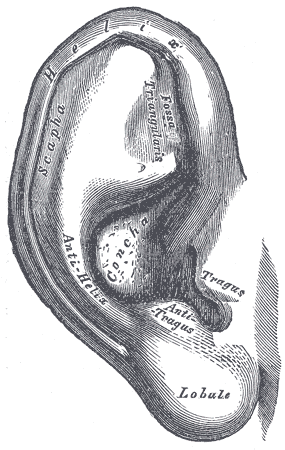
Parts de l'orella.

- Pavelló auricular, col·loquialment també orella, és l'única part visible de l'orella. El pavelló auricular és una estructura cartilaginosa (composta per cartílag i pell) té la funció de captar les vibracions sonores i redirigir cap a l'interior de l'oïda. Molts animals són capaços de moure a voluntat el pavelló auricular cap a la direcció de la qual procedeix el so (per exemple, els gossos). En canvi, el pavelló auricular humà és molt menys mòbil, perquè no posseïm aqueix control voluntari sobre la seva orientació. Sense l'existència d'aquesta estructura helicoidal, que com un embut canalitza el so, les ones frontals arribarien al sentit de forma tangencial i el procés d'audició resultaria menys eficaç, ja que gran part del so es perdria perquè encara que part de la vibració penetraria en l'orella una altra part de la vibració rebotaria sobre el cap i tornaria en la direcció de la qual procedeix (reflexió) i una altra part aconseguiria rodejar el cap i continuar el seu camí (difracció).
- Conducte auditiu extern El conducte auditiu extern és una cavitat de l'orella externa té la funció de conduir el so (les vibracions provocades per la variació de pressió de l'aire) des del pavelló auricular fins al timpà.
- Cara externa del timpà és una membrana elàstica, semitransparent i una mica cònica que comunica el conducte auditiu extern amb l'orella mitjana. Aquesta es mou a conseqüència de les vibracions de l'aire que arriba a través del canal auditiu extern.

Té la funció de recollir els sons i dirigir-los cap a l'orella mitjana, tot protegint aquesta última de traumatismes i agents estranys.

### Orella mitjana
Part mitjana de l'orella, externament limita amb l'orella externa i internament amb l'orella interna.
Es compon de:
- Cara interna del timpà. Els moviments de la membrana timpànica es transmeten a l'oïda interna per mitjà del moviment dels ossos de l'orella mitjana.
- Caixa timpànica, que es comunica amb la rinofaringe amb la trompa d'Eustaqui, dins la caixa hi ha els:
  - Ossicles o cadena d'ossets composta per tres petits ossos (martell, enclusa i estrep), lligaments i moguts per músculs especials. Foren descrits per primera vegada per Alexandre Achillini (1463-1512).:
    - Martell presenta un cap, un coll, un manubri i dues apòfisis, una lateral i una altra anterior. Està connectat amb la membrana timpànica i transmet les vibracions sonores a l'enclusa, mitjançant l'articulació incudomalear. Aquest darrer es comunica alhora amb l'estrep.
    - Enclusa la seva forma recorda a una enclusa de ferrer. Connecta amb el martell mitjançant l'articulació incudomalear i amb l'estrep mitjançant l'articulació incudoestapedia.
    - Estrep uneix l'enclusa a la finestra oval, que és adjacent al vestíbul de l'orella interna. És l'os més petit del cos humà.

Té dues funcions:
- Primària: Convertir les ones de so en vibracions mecàniques, que són ampliades i són transmeses a l'orella interna per mitjà dels ossicles.
- Secundària: Mantenir un equilibri de pressions entre la que hi ha al conducte auditiu extern i la que hi ha a la caixa timpànica.

#### Evolució de l'orella mitjana en els mamífers
Hadrocodium, que visqué al Juràssic inferior, ofereix la primera prova evident d'una articulació mandibular i una orella mitjana completament mamiferoides, en què l'articulació mandibular està formada pels ossos dentari i escatós, mentre que l'articular i el quadrat han migrat a l'orella mitjana, on se'ls coneix com a enclusa i martell. Tanmateix, se'l classifica com a mamaliaforme i no com un mamífer autèntic.
Una anàlisi del monotrema Teinolophos suggerí que aquest animal tenia una articulació mandibular premamiferoide formada pels ossos angular i quadrat, i que la típica orella mitjana dels mamífers havia evolucionat en dues ocasions de manera indiferent (en els monotremes i en els teris), però aquesta teoria ha estat discutida. De fet, dos dels autors d'aquest suggeriment escrigueren un document posterior en què reinterpretaven els mateixos trets com a prova que Teinolophos era un ornitorrinc autèntic, cosa que significaria que posseïa una articulació mandibular i una orella mitjana mamiferoides.
Teoria de Reichert–Gaupp
La relació entre els ossos mandibulars reptilians i els ossos de l'orella mitjana dels mamífers fou establerta per primer cop per Reichert, basant-se en l'embriologia i l'anatomia comparada (el 1837, abans de la publicació de L'origen de les espècies el 1859), i avançada per Gaupp. És coneguda com a teoria de Reichert-Gaupp.
Al llarg del desenvolupament de l'embrió, l'enclusa i el martell sorgeixen del mateix primer arc branquial que el maxil·lar inferior i la maxil·la, i són innervats per les divisions mandibular i maxil·lar del nervi cranial trigemin.
...el descobriment que el martell i l'enclusa mamiferoides eren en realitat homòlegs d'elements viscerals de l'articulació mandibular "reptiliana"... és una de les fites de la història de la biologia comparada.
...és un dels triomfs de la llarga sèries d'investigacions sobre els extints rèptils teromorfs, iniciades per Owen (1845), i continuades per Seeley, Broom i Watson, haver revelat els passos intermedis pels quals podria haver tingut lloc el canvi d'una articulació quadrada interior a una d'escatosa exterior.
També hi ha estudis més recents de la base genètica del desenvolupament dels ossicles a partir de l'arc embrionari. and relating this to evolutionary history.
Bapx1, també conegut com a Nkx3.2, és l'homòleg vertebrat del gen Bagpipe de la mosca Drosophila. És un membre de la classe NK2 de gens homeobox, i està implicat en el canvi dels ossos mandibulars dels no mamífers als ossicles dels mamífers.
Tanmateix la transició entre la mandíbula "reptiliana" i l'orella mitjana "mamiferoide" no fou observada en el registre fòssil fins a la dècada del 1950, amb el descobriment de fòssils com l'ara cèlebre Morganucodon.

### Orella interna
Part interna de l'orella, externament limita amb l'orella mitjana. L'orella interna es troba dins de l'os temporal. Pot dividir-se morfològicament a laberint ossi i laberint membranós. El laberint ossi és la càpsula òssia que envolta el laberint membranós, i aquest últim consisteix en un sistema buit que conté l'endolimfa. Entre laberint ossi i laberint membranós es troba la perilimfa, que és en part un filtratge de la sang i en part difusió de líquid cefalorraquidi. L'endolimfa es produeix a l'estria vascular. També s'encarrega de portar la informació al cervell.
El sistema perilimfàtic desemboca en l'espai subaracnoidal a través de l'aqüeducte coclear, mentre que el sistema endolimfàtic viatja al llarg del conducte endolinfàtic i acaba a l'espai epidural, en un sac cec anomenat sac endolimfàtic.
Consta de:
- Laberint:
  - Conductes semicirculars són tres tubets arquejats en semicercles, implantats al vestíbul i situats en tres plans rectangulars, segons les tres dimensions de l'espai. Els canals semicirculars ens donen la noció de l'espai i, per tant, contribueixen al manteniment de l'equilibri del cap i del cos.
  - Vestíbul és la regió mitjana de l'oïda interna, ja que té en un extrem al cargol i en l'altre els canals semicirculars.
    - En el seu interior hi ha l'utricle (en relació amb els conductes semicirculars i el sàcul) i el sàcul (en relació amb l'utricle i el conducte coclear). Aquests dos elements s'encarreguen de l'equilibri estàtic.[17]
    - Limitant amb l'orella mitjana hi ha la finestra oval (en relació amb l'estrep i la rampa vestibular) i la finestra rodona (en relació amb la caixa timpànica i la rampa coclear).

  - Còclea o caragol és un sistema de tubs en espiral, amb tres tubs diferents, un al costat de l'altre anomenats rampa vestibular, rampa mitjana i rampa timpànica. La rampa vestibular i mitjana es troben separades entre si per la membrana de Reissner (MR), la rampa timpànica i la rampa mitjana es troben separades per la membrana basilar (MB). A la superfície de la membrana basilar es troba una estructura, l'òrgan de Corti, que conté una sèrie de cèl·lules mecànicament sensibles, les cèl·lules ciliades. La rampa vestibular i la rampa timpànica es troben plenes de perilimfa, aquesta és rica en sodi i pobre en proteïnes. La rampa mitjana conté endolimfa la qual és rica en proteïnes i conté sobretot K. La rampa vestibular es relaciona amb la finestra oval mitjançant el Vestíbul i la rampa timpànica limita amb la finestra rodona. Tots dos conductes comuniquen obertament en el vèrtex del cargol o helicotrema. Les cèl·lules ciliades sostingudes per les cèl·lules de Deiters estan disposades angularment i amb els seus extrems arriben a la membrana tectòria de tipus gelatinós i que està estesa sobre les cèl·lules ciliades. La còclea té forma de caragol en tots els mamífers tret dels monotremes, que en són l'excepció.[18]
    - Còclea òssia és un tub lleugerament cònic enrotllat sobre si mateix en 2,5 voltes, d'aspecte molt similar al d'un cargol, la seva longitud total aproximadament és de 32 - 35 mm. La part interna d'aquest tub, sobre el qual se sosté tota l'estructura, és una làmina òssia anomenada modíol o columnel·la.
    - Còclea membranosa o òrgan de Corti va ser descrit per primera vegada per Corti el 1851.[19] Està format per cèl·lules de suport, les cèl·lules ciliades sensorials, la membrana tectòria, i les fibres nervioses. El suport està constituït pels pilars i les cèl·lules de Deiters, Hensen i Claudius. Els pilars són cèl·lules de forma piramidal, amb gran quantitat de filaments de suport, disposades en 2 files i unides a la part superior, formant el túnel de Corti. Aquestes cèl·lules de suport, sobretot les dels pilars i les de Deiters contribueixen a formar la membrana reticular, que s'estén a la part superior de l'òrgan de Corti pels espais existents entre les porcions apicals de les cèl·lules ciliades externes. La membrana reticular constitueix una barrera entre l'endolimfa que banya la superfície de l'òrgan de Corti i els seus espais extra cel·lulars interiors.
      - Cèl·lules ciliades es divideixen en 2 tipus, externes i internes. Les primeres estan per fora dels pilars de Corti en 3 files paral·leles, encara que en alguns casos s'han observat 4 o 5 files a la zona apical. Aquestes cèl·lules externes i cilíndriques no presenten estructures pròpies de sosteniment; mantenen la seva forma i posició gràcies al suport de les cèl·lules veïnes. El seu nombre aproximat és de 30.000. A la superfície superior poden observar els cilis, que consten únicament d'estereocilis, ja que el cinocili només està present durant el desenvolupament embrionari. Es disposen de forma perpendicular a la superfície de la cèl·lula, units a una placa cuticular mitjançant unes estructures semblants a arrels. Cada cèl·lula externa té entre 50 i 150 cilis, disposats en forma de "W" i units entre si per uns fins filaments (Tip-Links). Al seu interior hi ha proteïnes estructurals com l'Actina responsables de la seva posició erecta. Les cèl·lules ciliades internes presenten certa forma d'ampolla, amb un estret coll que acaba a la superfície portadora dels cilis. Hi ha unes 3500, disposades en una sola fila, a l'interior dels pilars, i suporten uns 60 estereocilis cadascuna.
      - Membrana tectòria és una estructura gelatinosa que s'estén des de la làmina espiral fins a l'altura de les cèllules de kens, per sobre de l'òrgan de Corti. Està formada per filaments englobats en una substància amorfa. Els estereocilis de les cèl·lules ciliades externes estan adherits a aquesta membrana responsable de la seva deflecció davant d'estímuls acústics.
- Nervis: el nervi vestibulococlear, auditiu o estatoacústic en entrar en el conducte auditiu intern es divideix en dos branques: el nervi vestibular i el nervi coclear. La còclea La membrana de Reissner és tan prima, que no dificulta el pas de les vibracions sonores des de la rampa vestibular la rampa mitjana. Per tant, pel que fa a transmissió del so, la rampa vestibular i mitja es consideren com una única càmera. La importància de la membrana de Reissner depèn del fet que conservi l'endolimfa a la rampa mitjana necessària per al normal funcionament de les cèl·lules ciliades.

Té dues funcions:
- El sentit de l'equilibri amb els conductes semicirculars, l'utricle i el sàcul detecten canvis d'acceleració rotacional i de la posició del cap, senyal nerviós que envien amb el nervi vestibular. L'equilibriocepció d'animals invertebrats és completament diferent, i resideix en un altre òrgan anomenat estatòcist, que detecta la posició de petites roques calcàries per determinar cap a on és "dalt". Els estatocists són els òrgans de l'equilibri dels invertebrats. Són de forma rodona, amb un epiteli de cèl·lules ciliades, líquid i estatòlits al seu interior. Aquests últims són estructures calcàries que en moure's per l'efecte de la pressió ocasionat per la gravetat i el moviment propi de l'animal, es posen sobre l'epiteli ciliat, el qual mitjançant connexions nervioses, envia la informació al centre elaborador de la posició en la qual es trobi. El seu equivalent en vertebrats correspon als otòlits, situats en l'orella mitjana, de manera que en ells es parla d'una sistema estato-acústic.

- El sentit de l'oïda per les modificacions del senyal mecànic (procedent de les ones de so) dels ossicles es transmet com a ones en el medi líquid de la còclea, i és en l'òrgan de Corti (de la còclea) que es transforma finalment en senyal nerviós que envia amb el nervi coclear.

## Trastorns i malalties de l'orella

### Símptomes i signes
- Acufen. Percepció de sons o sorolls d'una manera contínua o intermitent sense que hi hagi un estímul sonor exterior que els origini.[20]
- Autofonia. Símptoma que consisteix en l'audició de la ressonància de la pròpia veu per trastorns de l'orella mitjana i de les fosses nasals.[21]
- Fonofòbia (símptoma). Aversió als sorolls degut a una altra malaltia (p. ex. crisi de migranya).
- Otàlgia. Dolor a l'orella; també s'anomena oticodínia o otodínia.[22]
- Otorràgia. Hemorràgia pel conducte auditiu extern.[23]
- Otorrea. Emissió de líquid, especialment de pus, pel conducte auditiu extern; també s'anomena otoblennorrea, otopiorrea o otelcosi.[24]
- Paraacúsia. Anomalia de la percepció dels sons per la qual aquests resulten distorsionats. També és anomenada paracúsia.[25]
- Perforació timpànica
- Sordesa. Manca o afebliment de la capacitat auditiva, independentment del grau de pèrdua; també és coneguda per hipoacúsia.
- Vertigen. Alteració de l'equilibri, i provoca falta d'estabilitat o de situació en l'espai.

### Malalties

#### Inflamacions
- Eustaquitis. Inflamació de la trompa d'Eustaqui.
- Labirintitis. Inflamació del laberint, o otitis interna.[26]
- Mastoïditis. Inflamació de les cel·les mastoidals.[27]
- Miringitis o timpanitis. Inflamació de la membrana del timpà.[28]
- Antritis. Inflamació d'un antre, especialment el mastoidal, a conseqüència d'una otitis mitjana.[29]
- Otitis externa. Inflamació del conducte auditiu extern, amb dolor com a símptoma més important.[30]
- Otitis mitjana. Inflamació de les estructures de l'orella mitjana.[1]
- Otomicosi. Infecció de l'òrgan de l'oïda per fongs. Generalment afecta el pavelló de l'orella, el conducte auditiu extern o el timpà, o els tres òrgans alhora.[31]

#### Altres
- Barotraumatisme. Lesió d'òrgans cavitaris produïda per una diferència de pressió entre l'exterior i l'aire que hi ha dins la cavitat, que succeeix generalment en fer una immersió submarina o un descens en avió.[32][33][34]
- Colesteatoma. Massa d'aspecte pseudotumoral que ocupa les cavitats de l'orella mitjana en les otitis cròniques supurades de risc elevat.[1]
- Fonofòbia (fòbia). Una fòbia irracional als sorolls.[35]
- Otoesclerosi. Afecció de la cadena òssia de l'orella mitjana, que consisteix en la formació d'una massa esponjosa davant la base de l'estrep, que redueix progressivament els seus moviments. Dona lloc a una progressiva sordesa de transmissió. També és anomenada otoespongiosi.[36]
- Presbiacúsia. Sordesa de percepció progressiva, especialment dels tons aguts, que provoca una pèrdua de discriminació verbal desproporcionada; és pròpia de la gent gran.
- Tap de cerumen
- Vertigen de Ménière. Tipus de vertigen que afecta l'equilibri i l'audició, i que es caracteritza per episodis esporàdics i pèrdua d'audició d'una o de les dues orelles.
- Vertigen posicional paroxístic benigne. Tipus de vertigen que apareix, i remet ràpidament, amb els canvis bruscs de posició del cap.